# Сільвія Фаріна-Елія
Сільвія Фаріна-Елія (італ. Silvia Farina Elia, італійська вимова: [ˈsilvja faˈriːna eˈliːa]; нар. 27 квітня 1972)  — колишня професійна італійська тенісистка. Здобула три одиночні титули WTA.

## Фінали турнірів WTA

### Одиночний розряд: 13 (3–10)
| Легенда        |
| Grand Slam (0) |
| Tier I (0)     |
| Tier II (0)    |
| Tier III (3)   |
| Tier IV—V (0)  |

| Результат | Ранг | Дата             | Турнір                                                     | Дата       | Опонент                 | Рахунок             |
| --------- | ---- | ---------------- | ---------------------------------------------------------- | ---------- | ----------------------- | ------------------- |
| Поразка   | 1.   | 21 липня 1991    | San Marino                                                 | Ґрунт      | Катя Пікколіні          | 6–2, 6–3            |
| Поразка   | 2.   | 11 січня 1998    | ASB Classic, Нова Зеландія                                 | Тверде     | Домінік Монамі          | 4–6, 7–6(9–11), 7–5 |
| Поразка   | 3.   | 26 квітня 1998   | Hungarian Ladies Open, Угорщина                            | Ґрунт      | Вірхінія Руано Паскуаль | 6–4, 4–6, 6–3       |
| Поразка   | 4.   | 19 липня 1998    | Warsaw Open, Польща                                        | Ґрунт      | Кончіта Мартінес        | 6–0, 6–3            |
| Поразка   | 5.   | 1 листопада 1998 | BGL Luxembourg Open, Люксембург                            | Килим (i)  | Марі П'єрс              | 6–0, 2–0 ret.       |
| Поразка   | 6.   | 14 лютого 1999   | Простейов, Чехія                                           | Килим (i)  | Генрієта Надьова        | 7–6(7–2), 6–4       |
| Поразка   | 7.   | 7 січня 2001     | Brisbane International, Австралія                          | Тверде     | Жустін Енен             | 7–6(7–5), 6–4       |
| Перемога  | 1.   | 26 травня 2001   | Internationaux de Strasbourg, Франція                      | Ґрунт      | Анке Губер              | 7–5, 0–6, 6–4       |
| Перемога  | 2.   | 25 травня 2002   | Страсбург, Франція                                         | Ґрунт      | Єлена Докич             | 6–4, 3–6, 6–3       |
| Перемога  | 3.   | 24 травня 2003   | Страсбург, Франція                                         | Ґрунт      | Кароліна Шпрем          | 6–3, 4–6, 6–4       |
| Поразка   | 8.   | 17 січня 2004    | Richard Luton Properties Canberra International, Австралія | Тверде     | Паола Суарес            | 3–6, 6–4, 7–6(7–5)  |
| Поразка   | 9.   | 22 лютого 2004   | Diamond Games, Бельгія                                     | Тверде (i) | Кім Клейстерс           | 6–3, 6–0            |
| Поразка   | 10.  | 10 квітня 2005   | Amelia Island Турніри, США                                 | Ґрунт      | Ліндсі Девенпорт        | 7–5, 7–5            |

### Парний розряд: 17 (9–8)
Перемоги (9)
- 2004: Warsaw Open (партнер — Франческа Ск'явоне)
- 2001: Internationaux de Strasbourg (партнер — Ірода Туляганова)
- 2000: Internazionali Femminili di Tennis di Palermo (партнер — Ріта Гранде)
- 1999: ASB Classic (партнер — Барбара Шетт)
- 1999: Rosmalen Grass Court Tournaments (партнер — Ріта Гранде)
- 1999: Pörtschach (партнер — Каріна Габшудова)
- 1998: Прага (партнер — Каріна Габшудова)
- 1997: Palermo (партнер — Барбара Шетт)
- 1995: Maria Lankowitz (партнер — Андреа Темешварі)

Поразки (8)
- 2005: Brisbane International (партнер — Марія Елена Камерін)
- 2004: Open GDF Suez (партнер — Франческа Ск'явоне)
- 2003: Generali Ladies Linz (партнер — Маріон Бартолі)
- 2000: Ганновер (партнер — Каріна Габшудов)
- 1997: Gold Coast (партнер — Руксандра Драгомір)
- 1996: Кубок Кремля (партнер — Барбара Шетт)
- 1993: Internazionali Femminili di Tennis di Palermo (партнер — Бренда Шульц)
- 1990: Таранто (партнер — Ріта Гранде)

## Фінали ITF

### Одиночний розряд (2–1)
| Турніри $100,000 |
| Турніри $75,000  |
| Турніри $50,000  |
| Турніри $25,000  |
| Турніри $10,000  |

| Результат | Ранг | Дата           | Турнір              | Покриття  | Опонент       | Рахунок  |
| --------- | ---- | -------------- | ------------------- | --------- | ------------- | -------- |
| Поразка   | 1.   | 29 жовтня 1990 | Putignano, Італія   | Ґрунт     | Наталі Бодон  | 2–6, 4–6 |
| Перемога  | 2.   | 24 червня 1991 | Caltagirone, Італія | Ґрунт     | Анн Девріє    | 7–5, 6–3 |
| Перемога  | 3.   | 5 квітня 1993  | Лімож, Франція      | Килим (i) | Лоранс Куртуа | 6–3, 6–3 |

### Парний розряд (6–2)
| Результат | No | Дата           | Турнір                | Покриття  | Партнер         | Опоненти                               | Рахунок            |
| --------- | -- | -------------- | --------------------- | --------- | --------------- | -------------------------------------- | ------------------ |
| Перемога  | 1. | 11 червня 1990 | Модена, Італія        | Тверде    | Сімона Ізідорі  | Heleen van den Berg Міріам Ореманс     | 6–2, 6–3           |
| Перемога  | 2. | 23 липня 1990  | Мілан, Італія         | Тверде    | Simona Isidori  | Nathalie Ballet Agnes Romand           | 2–6, 6–1, 6–3      |
| Перемога  | 3. | 29 жовтня 1990 | Putignano, Італія     | Ґрунт     | Наталі Бодон    | Darija Dešković Karin Lušnic           | 6–1, 6–1           |
| Перемога  | 4. | 24 червня 1991 | Кальтаджіроне, Італія | Тверде    | Міяуті Місумі   | Александра Фусаї Olivia Graveraux      | 6–7, 6–4, 6–4      |
| Перемога  | 5. | 13 квітня 1992 | Салерно, Італія       | Тверде    | Лінда Феррандо  | Кіррілі Шарп Angie Woolcock            | 6–1, 6–4           |
| Поразка   | 6. | 7 вересня 1992 | Arzachena, Італія     | Ґрунт     | Linda Ferrando  | Лаура Гарроне Лаура Голарса            | 4–6, 6–4, 4–6      |
| Перемога  | 7. | 11 квітня 1993 | Лімож, Франція        | Килим (i) | Елена Пампулова | Стефані Ріс Деніелл Скотт (тенісистка) | 6–2, 6–7(5–7), 6–2 |
| Поразка   | 8. | 16 серпня 1993 | Arzachena, Італія     | Ґрунт     | Linda Ferrando  | Кідзімута Акіко Кадзімута Наоко        | 0–6, 5–7           |

## Результати особистих зустрічей з гравцями першої 10-ки
Гравеці з 1 рейтингом WTA позначені жирним шрифтом.
- Домінік Монамі 1-4
- Мартіна Хінгіс 1-4
- Ліндсі Девенпорт 1-7
- Дінара Сафіна 0-2
- Аранча Санчес Вікаріо 0-5
- Серена Вільямс 1-1
- Марія Шарапова 1-1
- Жустін Енен 0-3
- Кім Клейстерс 0-6
- Амелі Моресмо 0-7
- Єлена Янкович 2-1
- Олена Дементьєва 1-3
- Іва Майолі 0-4
- Яна Новотна 1-5
- Анна Курникова 3-4
- Флавія Пеннетта 1-0
- Надія Петрова 0-4
- Каріна Габшудова 2-1